# ميغيل توريس

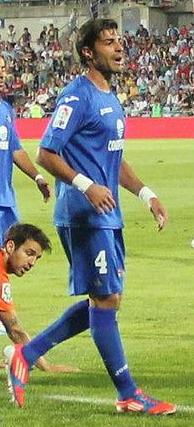

ميغيل توريس غوميز (بالإسبانية: Miguel Torres Gómez)‏، من مواليد 28 يناير 1986 في مدريد في إسبانيا، لاعب كرة قدم إسباني.
بدأ مسيرته الكروية مع الفريق الثالث في ريال مدريد في عام 2003، ولعب معهم حتى عام 2006، وشارك معهم في 73 مباراة، وفي موسم 2006/2007 لعب مع رديف ريال مدريد، وشارك معهم في 14 مباراة، وفي صيف 2009 انتقل ميغيل توريس للنادي الأسباني خيتافي لعدم توفر مكان أساسي أو حتى احتياطي له مع الملكي، وفي 2014 انتقل إلى نادي ملقا الإسباني.

## روابط خارجية
- ميغيل توريس على موقع الاتحاد الأوربي (الإنجليزية)
- ميغيل توريس على موقع قاعدة بيانات كرة القدم.إي يو (الإنجليزية)
- ميغيل توريس على موقع Soccerbase.com (لاعب) (الإنجليزية)
- ميغيل توريس على موقع Soccerway.com (الإنجليزية)
- ميغيل توريس على موقع عالم كرة القدم.نت (الإنجليزية)
- ميغيل توريس على موقع كووورة
- ميغيل توريس على موقع AS.com (الإسبانية)